# جاكوب هاينز
جاكوب هاينز هو طبيب بيطري وفلاح وسياسي أمريكي، ولد في 1 مايو 1927 في ويست سالم في الولايات المتحدة، وتوفي في 3 مارس 2020. نشط حزبياً في الحزب الجمهوري. وقد انتخب عضو جمعية ولاية ويسكونسن ‏.